# Ali Bongo
Pour les articles homonymes, voir Bongo (homonymie).
Ali Bongo Ondimba, né Alain-Bernard Bongo le 9 février 1959 à Brazzaville, est un homme d'État gabonais. Membre du Parti démocratique gabonais (PDG), il est président de la République de 2009 à 2023.
Fils d'Omar Bongo, qui préside le pays de 1967 à 2009, il est ministre des Affaires étrangères de 1989 à 1991, puis de la Défense de 1999 à 2009. Il est également député à partir de 1990.
Candidat à l'élection présidentielle de 2009, organisée à la suite de la mort de son père, il l'emporte sur fond de suspicions de fraudes. Il est réélu dans les mêmes circonstances en 2016, à l'issue d'un scrutin inhabituellement serré pour le pays, conduisant à une crise politique.
Sa présidence est marquée par une instabilité ministérielle ainsi que par un grave accident vasculaire cérébral en 2018, à la suite duquel il manque d'être renversé par une tentative de coup d'État. Relativement effacé lors de son premier mandat, il change progressivement sa pratique du pouvoir en intervenant davantage sur le devant de la scène politique.
À la tête du pays depuis près de quatorze ans, il brigue un troisième mandat à l'occasion de l'élection présidentielle de 2023. Les résultats, contestés par l'opposition et le donnant vainqueur, provoquent sa destitution par l'armée, après cinquante-cinq années de « dynastie Bongo ».

## Situation personnelle

### Naissance et famille
Né Alain-Bernard Bongo le 9 février 1959 à Brazzaville, il est le fils aîné d'Albert-Bernard Bongo et de la chanteuse Joséphine Nkama (devenue par la suite Patience Dabany) et d'ethnie Teke. Il prend le nom d'Ali Ben Bongo lorsque son père convertit la famille à l'islam, en 1973. Il est le demi-frère de Pascaline Bongo et de Omar Denis Junior Bongo.
Selon une rumeur tenace, relayée notamment par l'ouvrage de Pierre Péan Nouvelles affaires africaines, Ali Bongo serait un enfant biafrais ayant été adopté par Omar Bongo à la fin des années 1960,. Le candidat à l'élection présidentielle de 2009 Luc Bengono Nsi dépose un recours visant à annuler l'élection pour cette raison. Une des filles d'Omar Bongo, Onaida Maisha Bongo, réclame devant la justice française de pouvoir consulter la copie intégrale de l'acte de naissance de son frère, conservée au service central de l'état civil, à Nantes. Une autre de ses héritières agit également en justice. Mais toutes deux voient leurs demandes classées sans suite.

### Études et formation
Ali Bongo effectue ses études en France. Il est scolarisé dans un collège protestant des Cévennes (à Alès) et un temps au collège Sainte-Croix de Neuilly. Il étudie le droit à l'université Paris 1 Panthéon-Sorbonne,,,.
Prisant les voitures de luxe et les grands vins, il s'essaie notamment à la chanson (sur le modèle de sa mère), et s'associe aux musiciens de son idole James Brown pour enregistrer en 1977 un album de funk intitulé A Brand New Man, sans rencontrer toutefois de réel succès.

### Vie personnelle
Ali Bongo se marie une première fois avec Annick Aubierge Lafitte Mouvagha dans les années 1980. Il se remarie en 1994 à Madrid avec Inge Lynn Collins, touriste originaire de Los Angeles, rencontrée lors d'une soirée en 1975. Ali Bongo a déclaré qu'il avait ensuite divorcé, ce qu'Inge Bongo conteste. Depuis 1989, il est marié avec une Française, Sylvia Valentin, rencontrée en 1988 et fille d'Édouard Valentin, patron du groupe d'assurance « Omnium gabonais d'assurances et de réassurances » (OGAR), lui-même marié à une fille d'Omar Bongo.
Il est père de quatre enfants : Malika Bongo Ondimba (mariée à Steve Dossou, fils de Samuel Dossou-Aworet), Noureddin, Jalil et Bilal, ce dernier étant adopté.
Il est franc-maçon, grand maître de la Grande Loge du Gabon.
En octobre 2021, son nom est cité dans les Pandora Papers. Sa présidence dément toute implication dans cette affaire.

## Ascension politique

### Débuts (1987-1989)
Ali Bongo revient au Gabon et travaille dans le cabinet de son père entre 1987 et 1989. Son entrée dans la vie politique est une décision de son père mais se révèle compliquée, alors qu'Ali Bongo ne maîtrise pas les langues ni les coutumes locales.

### Responsabilités successives (1989-1999)
De 1989 à 1991, il est ministre des Affaires étrangères du gouvernement de Casimir Oyé Mba. Il doit démissionner à cause de son âge : la Constitution de 1991 impose d'avoir au moins 35 ans pour exercer des fonctions ministérielles et Ali Bongo a alors 32 ans. Il revient dans le cabinet de son père.
Il se présente avec succès à la députation en 1990 dans le Haut-Ogooué. En 1996, il se présente pour prendre la tête de la province du Haut-Ogooué, qui est le fief de son cousin, le ministre de la Défense, général et ancien chef d'État-major Idriss Ngari. Ali Bongo affronte Ngari et se voit reprocher pendant la campagne sa méconnaissance de la langue locale et son absence de résidence dans la région. Mais il bénéficie du soutien de son père, qui est décisif dans son élection.

### Ministre de la Défense (1999-2009)

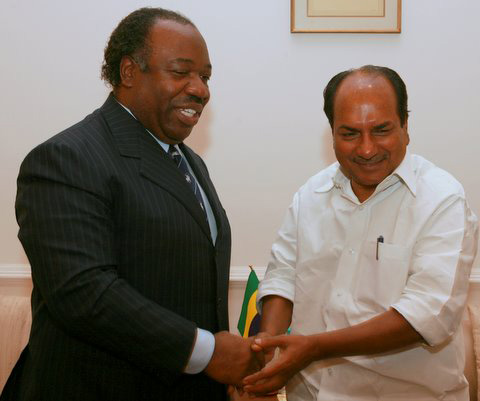
Ali Bongo avec le ministre de la Défense indien, A.K. Antony, en 2007.

En février 1999, Ali Bongo est nommé ministre de la Défense en remplacement de Ngari au sein du gouvernement. Ali Bongo dépense beaucoup pour sa popularité au sein de l'armée et place ses alliés. Son beau-frère, le ministre de l'Économie Paul Toungui, le trouve trop dépensier et bloque un achat militaire. À ce poste, il dispose par ailleurs de peu d'influence.
Ali Bongo est réélu député en 2001 et 2006.

## Président de la République (2009-2023)

### Première élection et accusations de fraudes

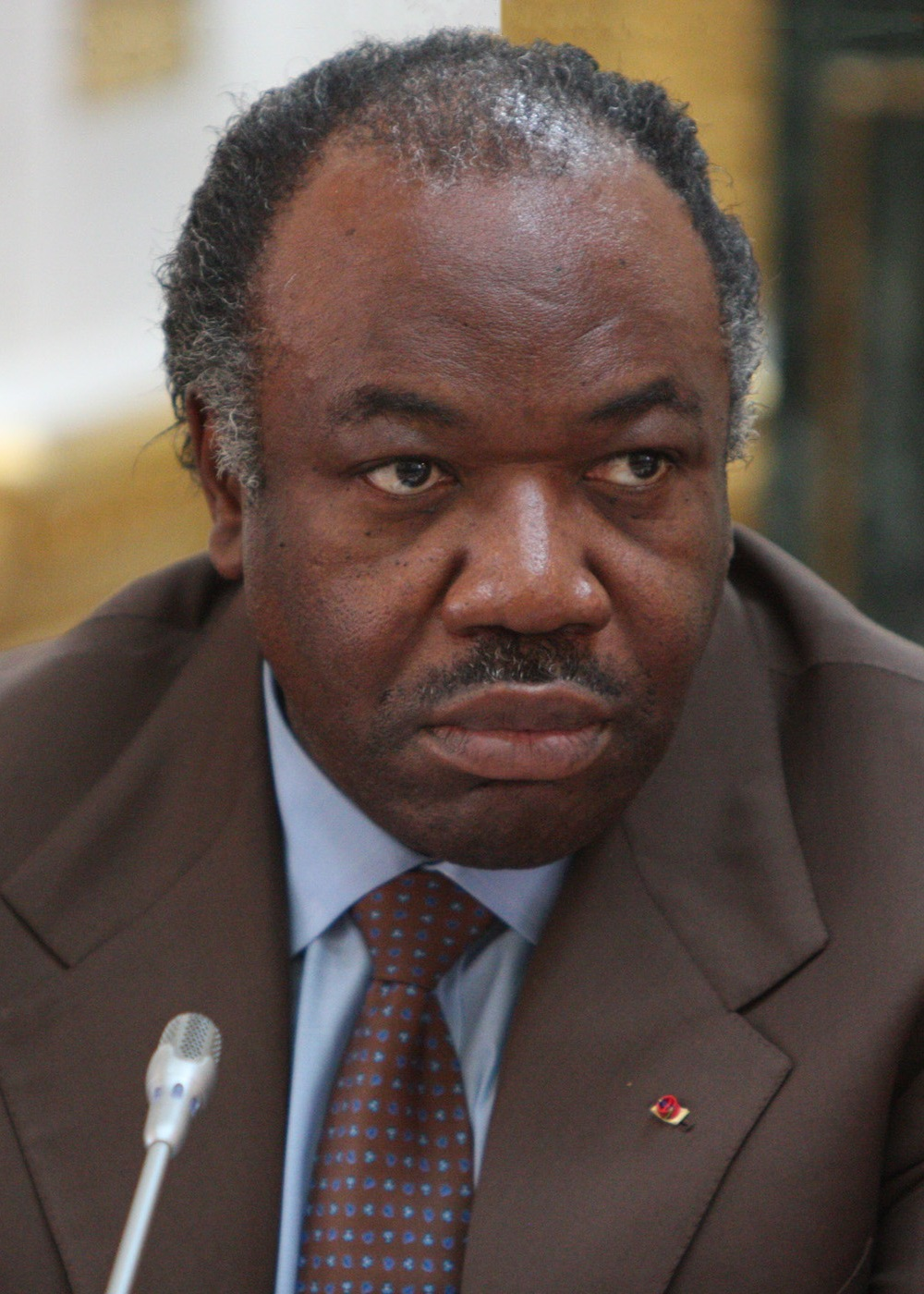
Ali Bongo en 2012.

Vice-président du Parti démocratique gabonais, Ali Bongo est désigné candidat par le parti au pouvoir pour l'élection présidentielle prévue le 30 août 2009 et destinée à remplacer Omar Bongo, mort en juin 2009. Cette décision est le fruit d'un accord entre les élites gabonaises et la France afin d'assurer la stabilité du régime, des critiques apparaissant cependant sur cet héritage monarchique. Dans une interview accordée à Voice of America, il explique se vouloir candidat au changement. Ali Bongo est en tout état de cause un des dauphins auxquels songeait son père parmi tous ses enfants ; il est le seul à avoir été préparé de la sorte. Il utilise pleinement le PDG, machine électorale que lui a laissée son père et qui a remporté haut la main toutes les élections depuis l’avènement du multipartisme en 1990.
Le 3 septembre 2009, les résultats officiels indiquent qu’Ali Bongo est élu président de la République avec 41,7 % des voix, face à Pierre Mamboundou (25,6 %) et André Mba Obame (25,3 %). Ces derniers contestent la légalité de la proclamation et la sincérité des résultats. À la suite de l'annonce des résultats, des émeutes éclatent à Port-Gentil et sont violemment réprimées, faisant au moins 15 morts. Après la validation des résultats de l'élection, Ali Bongo est investi le 16 octobre 2009.
Par la suite, plusieurs enquêtes indiquent que les résultats ont été truqués. Dans le documentaire Françafrique 1 - La Raison d'État, diffusé sur France 2 en décembre 2010, le diplomate Michel de Bonnecorse, ex-conseiller pour l'Afrique auprès du président Jacques Chirac, confirme cette version des faits. L’ambassadeur américain Charles Rivkin, dans un télégramme transmis en novembre 2009 à la secrétaire d’État et divulgué par WikiLeaks en 2011, le confirme également : « Octobre 2009, Ali Bongo inverse le décompte des voix et se déclare président ».

### Politique économique et sociale
Au début de sa présidence, il mène notamment une politique de « grands chantiers », contrastant avec la politique de son père, jugé piètre gestionnaire : construction de 600 km de routes ou de la zone d'intérêt économique de Nkok.
Son programme « Gabon des services » est consacré à la valorisation des ressources humaines du Gabon. L’enjeu est de mieux former les Gabonais par un niveau d’éducation élevé, de leur garantir la prise en charge des frais de santé et un accès à des structures de soins de qualité. Le développement des infrastructures, tant au niveau des télécommunications que des routes, des transports ou encore du logement, fait également partie des enjeux du Gabon des Services.

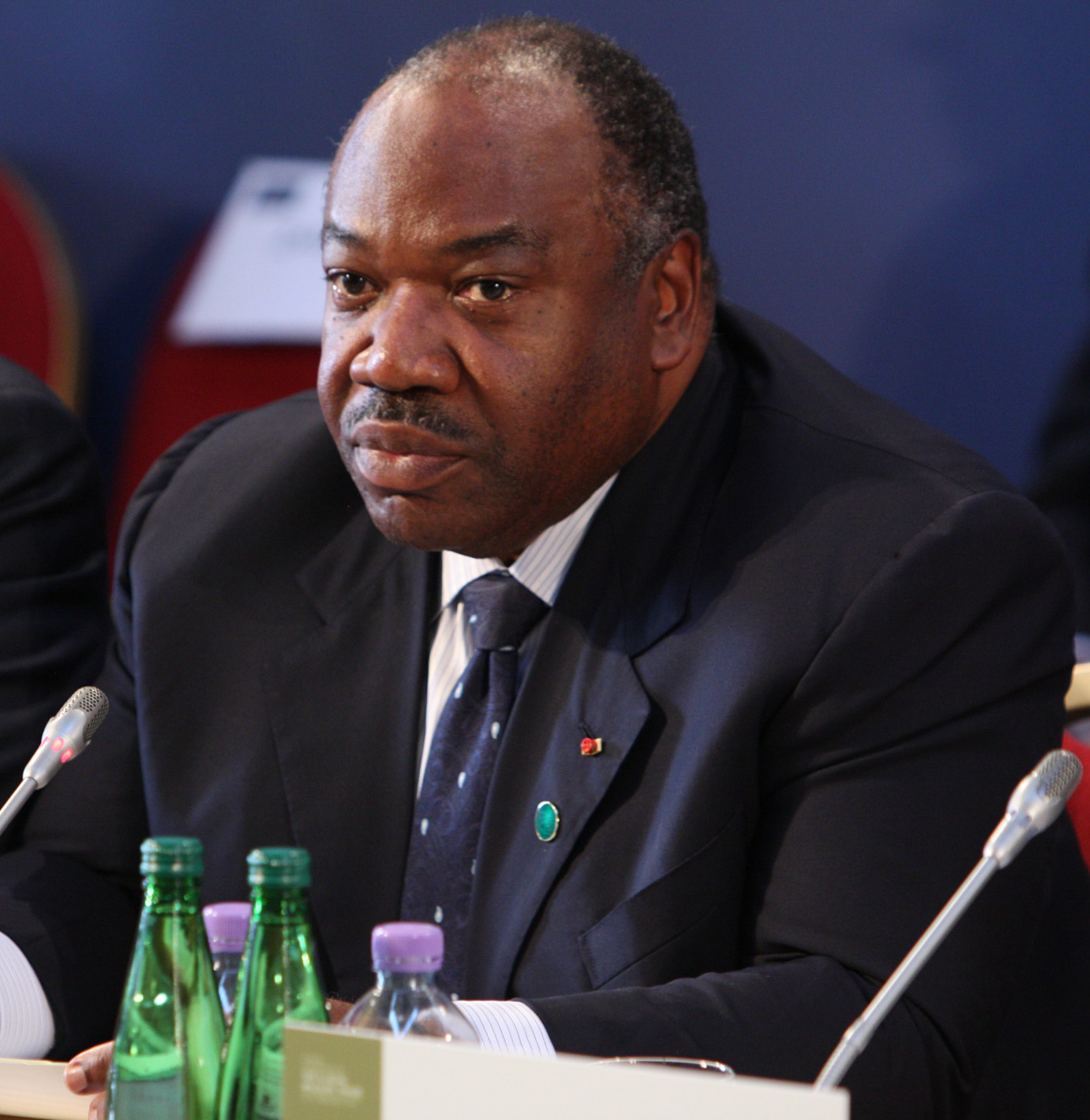
Ali Bongo en 2014.

Le cabinet McKinsey, sous la supervision de la Première dame du Gabon, Sylvia Bongo Ondimba, rédige un « rapport de préconisations de la stratégie d’investissement humain du Gabon », qui est remis à Ali Bongo en février 2014. Afin de mettre en œuvre la stratégie d’investissement humain préconisée par le rapport, Ali Bongo convoque, en avril 2014, les Assises sociales du Gabon. Réunissant plus de 1 300 personnes pour la session plénière, l'objectif de ces assises est de faire sortir de la précarité les 30 % de Gabonais qui s'y trouvent. Ali Bongo Ondimba annonce la mobilisation de 250 milliards de francs CFA sur 3 ans, pour une série de mesures sociales à destination des foyers économiquement faibles, soit ceux vivant avec moins de 90 000 francs CFA par mois.
Le pays continue de reposer sur une stratégie de rente : l’économie est entièrement consacrée à la production et à l’exportation de ressources naturelles. Nombre de difficultés persistent par ailleurs : taux de chômage autour de 30 % de la population active, arrestations expéditives lors des manifestations étudiantes ou syndicales (en particulier à partir de janvier 2016), dégradation de l’accès aux soins (une caution de 300 000 francs CFA est exigée pour entrer à l’hôpital), déficience des services publics, coupures récurrentes d’électricité. Plus de la moitié de la population se trouve sous le seuil de pauvreté,.
Ali Bongo nomme, le 16 juillet 2020, pour la première fois de l'histoire du Gabon, une femme, en la personne de Rose Christiane Ossouka Raponda, à la fonction de Premier ministre. Cette décision intervient dans un contexte de crise économique provoquée par la pandémie de Covid-19, avec pour principale mission la relance de l'économie.

### Mesures environnementales

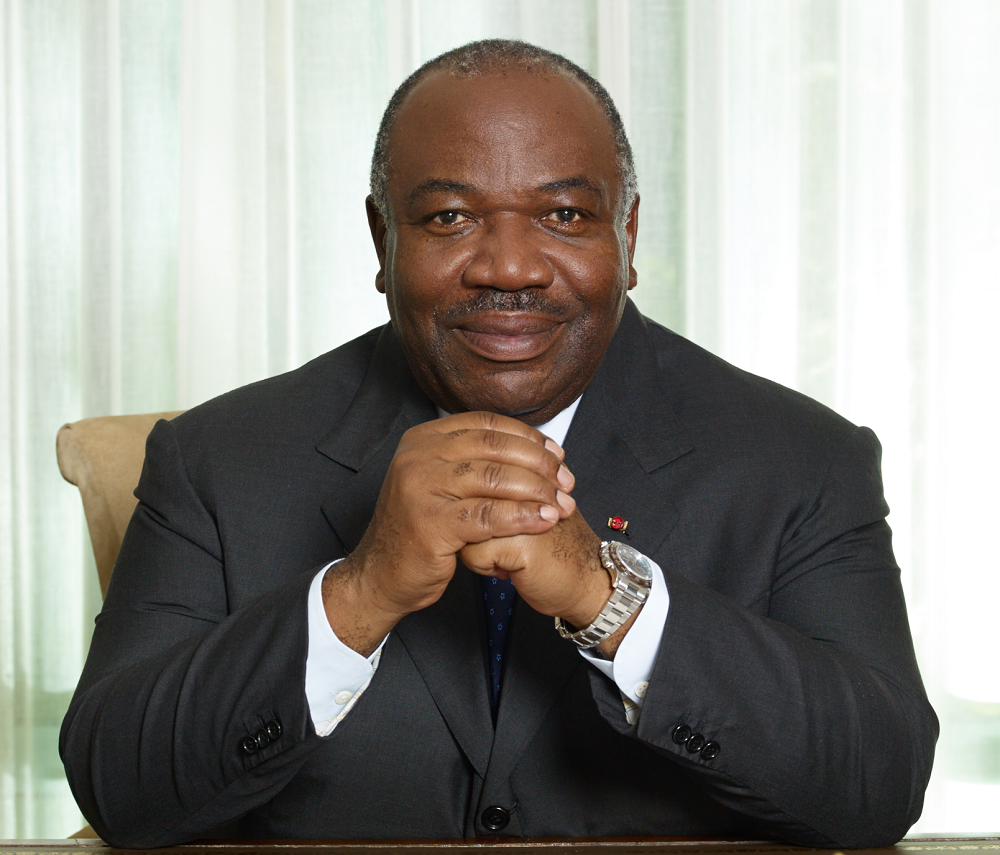
Ali Bongo en 2016.

Dans le programme présidentiel d'Ali Bongo de 2009, le « Gabon vert » est basé sur des propositions en faveur de la préservation de l’environnement, de la lutte contre le réchauffement climatique et de la protection de la biodiversité. Il s’appuie sur un réseau de 13 parcs nationaux créés en 2002 et couvrant 11 % du territoire national. Le pilier « Gabon vert » promeut également le développement de différents secteurs économiques durables tels que l’écotourisme ou encore l’agriculture, avec l’objectif d’atteindre l'autosuffisance alimentaire.
Dès les débuts de sa présidence, Ali Bongo apparaît comme l'un des dirigeants africains les plus engagés contre le dérèglement climatique. Il entend faire du Gabon, couvert à 88 % de forêts tropicales, le chef de file de la préservation de la forêt du bassin du Congo et mobilise en ce sens sa diplomatie sur la question climatique. En 2012, il lance le Fonds gabonais d’investissements stratégiques (FGIS), qui vise à investir dans l’optique de l’après-pétrole et dans les secteurs générateurs d’externalités positives d’un point de vue environnemental.
Ali Bongo préside notamment le Groupe africain des négociateurs sur le climat. Lors de la COP 27 de 2022, il annonce avec Emmanuel Macron, président de la République française, le lancement du One Forest Summit, dont la première édition se tient à Libreville les 1er et 2 mars 2023. Ce sommet vise à préserver les forêts tropicales au moyen d'une coopération scientifique et d'un financement pérenne.

### Relations internationales

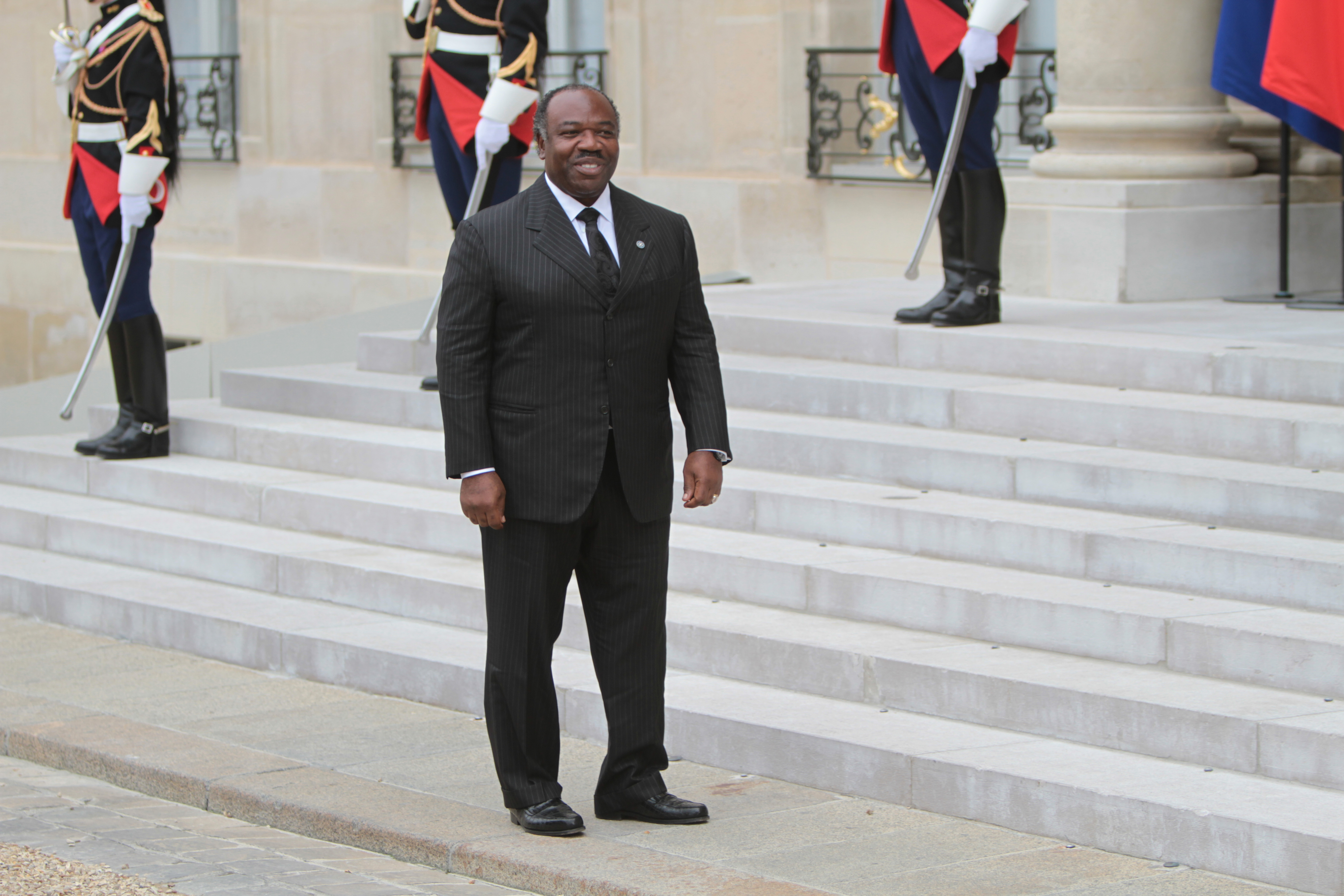
Ali Bongo à la Conférence internationale de soutien à la Libye (1 septembre 2011, palais de l'Élysée, Paris).

Le 1er janvier 2010, le Gabon a intégré le Conseil de Sécurité de l’Organisation des Nations unies pour une durée de deux ans. Dans le cadre de ce mandat, Ali Bongo s’est rendu à New York en mars 2010 afin de lancer la présidence gabonaise du Conseil de Sécurité, effective pendant un mois. À cette occasion, Ali Bongo a été reçu par le Secrétaire général des Nations unies Ban Ki-moon et par la secrétaire d'État des États-Unis, Hillary Clinton.
Le 12 novembre 2012, l’Assemblée générale des Nations unies a élu dix-huit nouveaux membres au Conseil des droits de l’homme, dont le Gabon avec 187 voix. Le Gabon sera amené à siéger à l’ONU à compter du 1er janvier 2013 sur une durée de trois ans afin « d’œuvrer pour l’application de la justice contre l’impunité et la criminalité transnationale organisée ».
Ses liens avec la France sont étroits. En 2010, Ali Bongo acquiert l'hôtel de Maisons pour 100 millions d'euros. Il a reçu, en mai 2009, lors de son hospitalisation à Neuilly-sur-Seine, le secrétaire général de l’Élysée, Claude Guéant. Le 24 février 2010, Nicolas Sarkozy le décore grand officier de la Légion d'honneur, en même temps que Rose Rogombé (grade de commandeur). Robert Bourgi, conseiller de Nicolas Sarkozy pour les relations avec les pays africains, l'a soutenu lors de la présidentielle de 2009 : « Au Gabon, la France n'a pas de candidat, mais le candidat de Robert Bourgi, c'est Ali Bongo. Or je suis un ami très écouté de Nicolas Sarkozy. De façon subliminale, l'électeur le comprendra. »
Allié du président turc Recep Tayyip Erdoğan, il fait arrêter des dissidents politiques turcs réfugiés sur le territoire gabonais.
Le 13 octobre 2020, le Gabon est élu membre du Conseil des droits de l'homme de l'ONU.

### Réélection contestée en 2016

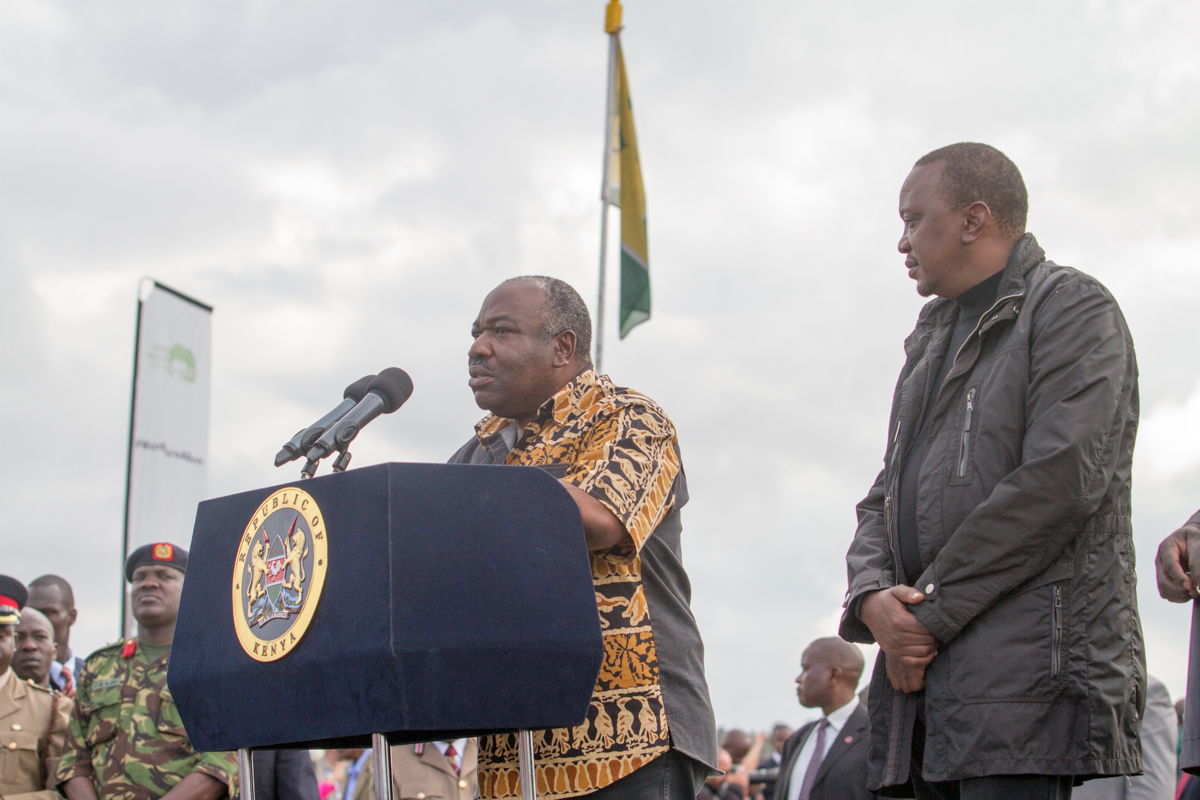
Ali Bongo en campagne pour sa réélection en 2016.

Ali Bongo se présente à l'élection présidentielle du 27 août 2016. Il remporte le scrutin avec 49,8 % des voix. Sa victoire est contestée par l'opposition, dont le principal candidat, Jean Ping, est battu de seulement 5 000 voix par Bongo,.
L'opposition s'étonne de la non-publication des résultats par bureau de vote et invoque des fraudes dans la province du Haut-Ogooué, fief d'Ali Bongo, où la participation s'élève à 99,9 % (contre 59,5 % au niveau national) et où Ali Bongo aurait reçu 95,5 % des voix. Des émeutes éclatent après l’annonce de la victoire de Bongo : l'Assemblée nationale est notamment incendiée, les manifestants sont dispersés avec des tirs à balles réelles puis environ 27 Gabonais sont tués par les forces de l'ordre au QG de Jean Ping situé à quelques centaines mètres du camp militaire français Charles de Gaulle,,. Le 2 février 2017, une résolution est adoptée par le Parlement européen pour condamner les violences, violations des droits de l’homme, arrestations arbitraires, détentions illégales et intimidations politiques qui ont suivi la proclamation de résultats « extrêmement douteux » qui remettent en cause la légitimité d'Ali Bongo.
Le 24 septembre 2016, Ali Bongo est proclamé vainqueur par la Cour constitutionnelle, présidée par sa belle-mère, Marie-Madeleine Mborantsuo, avec 50,66 % des voix, suivi de Jean Ping avec 47,24 % des suffrages. Le 27 septembre suivant, il prête serment pour un deuxième mandat.

### Accident vasculaire cérébral

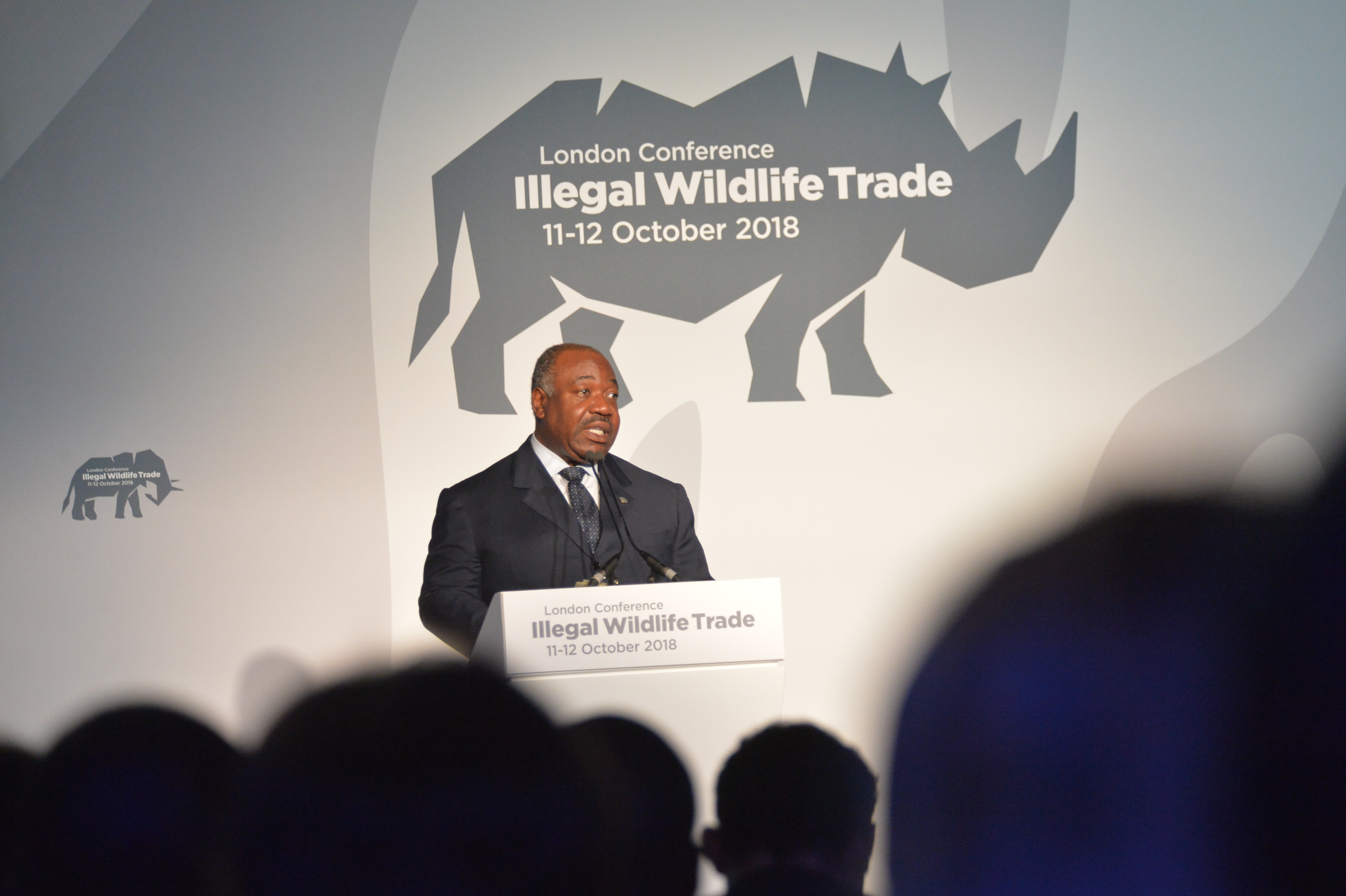
Ali Bongo le 11 octobre 2018, deux semaines avant d'être victime d'un grave accident vasculaire cérébral.

Le 24 octobre 2018, alors que sont dévoilés les résultats des élections législatives de 2018, largement remportées par le parti au pouvoir, Ali Bongo est hospitalisé à Riyad, en Arabie saoudite, officiellement pour une « fatigue sévère » due à un surmenage. La presse internationale avance alors qu'il a été victime d'un accident vasculaire cérébral (AVC) ou d'un œdème cérébral,,. Après une hospitalisation de plus d'un mois à Riyad, il est transféré le 29 novembre 2018 à l'hôpital d’instruction militaire Mohammed-V de Rabat, au Maroc. Il quitte l’hôpital militaire le 5 décembre pour poursuivre sa convalescence dans une résidence privée à Rabat. Il reste au total dix mois à l'étranger.
Son élocution et l’usage de ses membres sont rendus très difficiles, notamment du côté droit, ce qui le conduit à suivre un programme de rééducation et d’orthophonie, ainsi qu'à changer d'hygiène de vie. Il accorde son premier entretien post-AVC en mars 2021 : il apparaît à cette occasion amaigri, ayant perdu une quarantaine de kilos, et doit toujours se déplacer avec une canne.
La santé du chef de l'État le voit remis en cause par l'opposition. En 2022, le parti d'opposition Union nationale demande ainsi en vain que la présidence du pays soit déclarée vacante, estimant qu'Ali Bongo n'est plus en capacité, physique et mentale, de gérer les affaires du pays,.

### Tentative de coup d'État de 2019

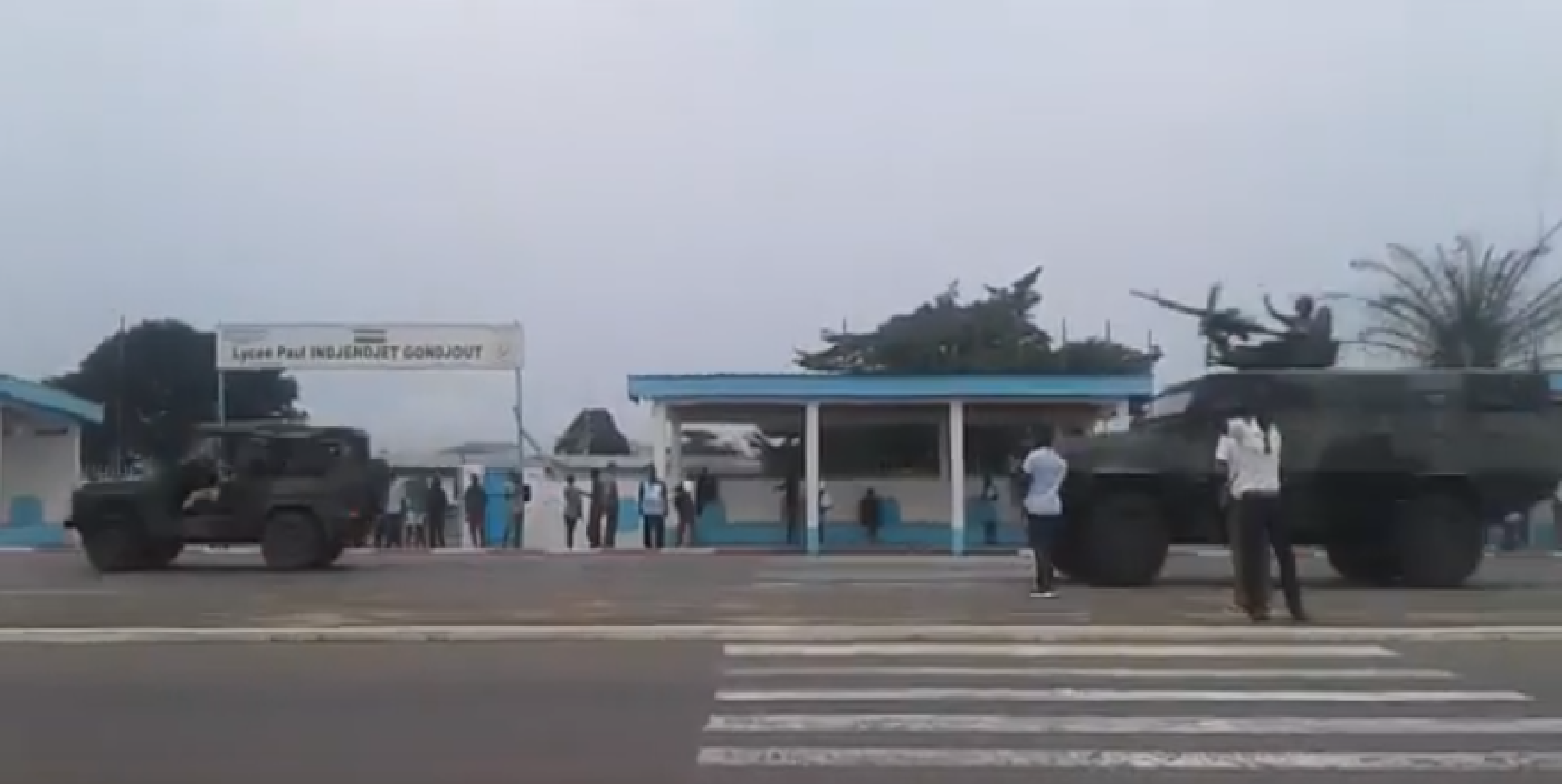
Véhicules de l'armée pendant la tentative de coup d'État de 2019.

Pendant sa période d'hospitalisation, les médias se font l'écho de débats quant à la nature de la transition politique à mettre en œuvre en cas d'incapacité du chef de l'État. De multiples fausses annonces de son décès se répandent également. L’opposant Jean Ping lance un appel à reconnaître sa légitimité à la présidence, lors d'une conférence qui est perçue comme un souhait de voir le président destitué. Le 7 janvier 2019, une unité de soldats mutinés, prétextant l'état de santé d'Ali Bongo, en convalescence après un accident vasculaire cérébral, prend brièvement le contrôle de Radio Gabon et transmet un appel au soulèvement, dans une apparente tentative de coup d'État. Cette insurrection échoue le même jour ; sur cinq mutins, deux sont tués et les autres arrêtés,.
Le 15 janvier 2019, Ali Bongo assiste à l'investiture des nouveaux ministres, en fauteuil roulant. Le 25 mars, il retourne au Gabon.
Quatre ministres sont limogés puis arrêtés en décembre 2019 pour détournements de fonds publics, dont Brice Laccruche Alihanga, ancien directeur de cabinet d’Ali Bongo, jusqu'alors considéré comme la deuxième plus importante personnalité du régime après le président.
En décembre 2022, à l'issue d'un congrès, le Parti démocratique gabonais (PDG) appelle Ali Bongo, son « candidat naturel », à briguer un troisième mandat lors de l'élection présidentielle d'août 2023.
Le 25 février 2023, Ali Bongo prend la présidence de la Communauté économique des États de l'Afrique centrale (CEEAC).

### Évolution de la pratique du pouvoir

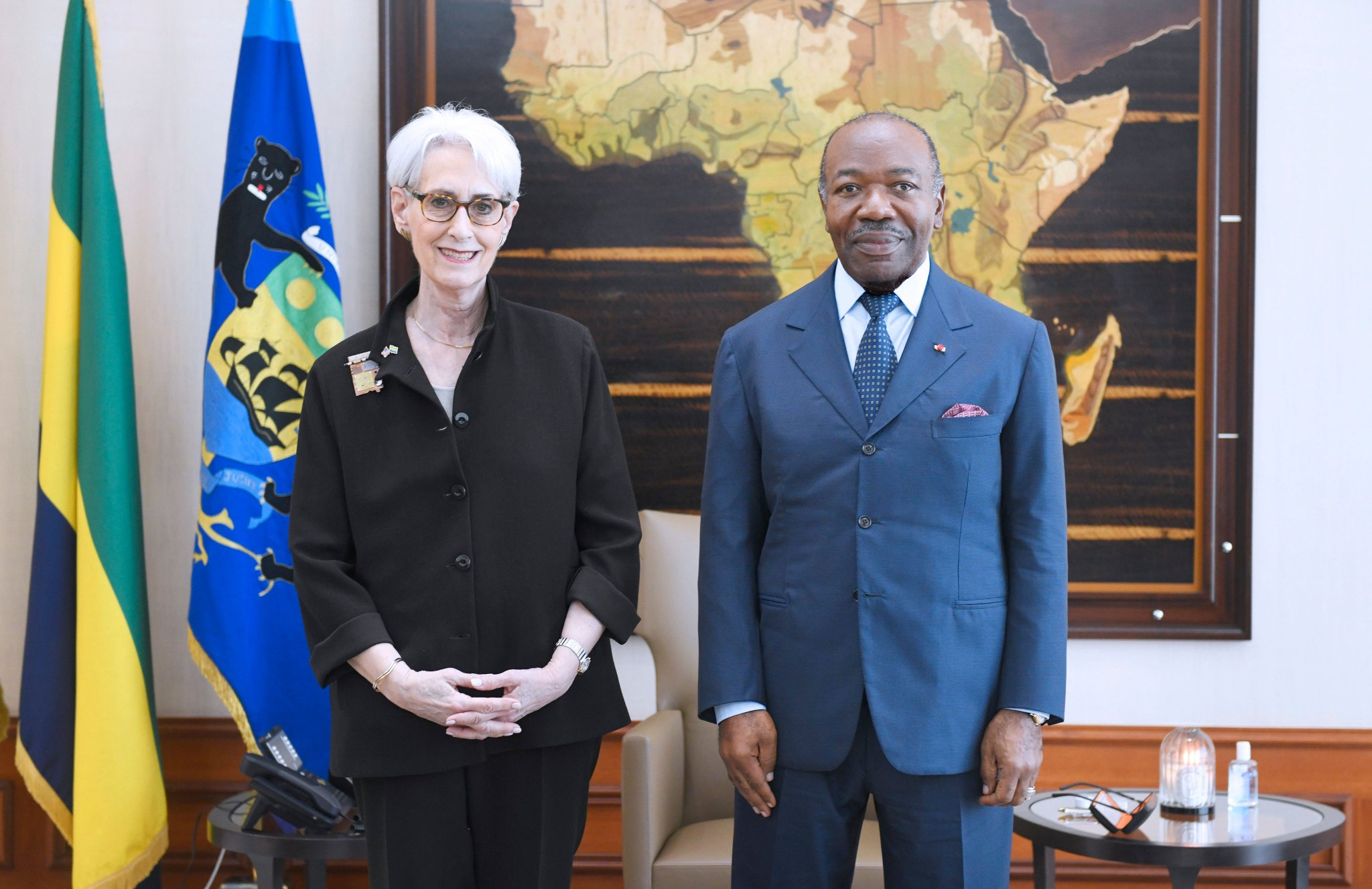
Ali Bongo et Wendy Sherman, secrétaire d'État adjointe des États-Unis, en 2022.

Ali Bongo change progressivement sa pratique du pouvoir. Jugé effacé, voire débonnaire, lorsqu'il accède à la présidence à la mort de son père, figure omnipotente, il est confronté au cours de son premier mandat à la difficile mise en place de son autorité face aux caciques du régime, dont notamment ceux du tout-puissant Parti démocratique gabonais (PDG). Il se voit à l'époque reprocher de laisser ses ministres et conseillers mener à sa place les affaires du pays, et de les laisser s'adonner à la corruption.
Après les deux « électrochocs » que sont sa courte victoire à l'élection présidentielle de 2016 (par seulement 6 000 d'avance) et son AVC deux ans plus tard, le deuxième mandat d'Ali Bongo est au contraire marqué par une « impitoyable chasse aux traîtres et aux profiteurs » au sommet de l'État, frappant ceux l'ayant cru fini politiquement et physiquement.
En 2021, il est cité dans le scandale des Pandora Papers, qui révèle le nom de personnalités supposées dissimuler des actifs dans des paradis fiscaux.

### Élection présidentielle de 2023 et renversement
En avril 2023, le Parlement, réuni en Congrès à la suite d'un forum de concertation boycotté par l'essentiel des partis d'opposition, modifie la Constitution en réduisant le mandat présidentiel de sept à cinq ans et en faisant repasser le scrutin à un tour unique,.
Le 9 juillet 2023, Ali Bongo annonce sa candidature à un troisième mandat présidentiel. Désunie contrairement au scrutin présidentiel de 2016, l'opposition dénonce un « pouvoir dynastique », après plus de 55 ans de présidence de la famille Bongo, et une pré-campagne d'Ali Bongo financée par les moyens de l'État : bien que souffrant toujours de séquelles de son AVC de 2018, le président sortant est parvenu à tenir des rassemblements à un rythme soutenu à quelques mois de l'élection.
Le 30 août 2023, Ali Bongo est déclaré vainqueur de l'élection présidentielle par le centre gabonais des élections avec 64,27 % des voix. Le même jour, des militaires de la Garde républicaine organisent un coup d'État et proclament l'annulation des élections,.

## Après la présidence

### Assignation en résidence surveillée
Après le coup d'État de 2023, Ali Bongo est placé en résidence surveillée. Il appelle ses amis à « faire du bruit contre ceux qui [l]’ont arrêté »,. Brice Oligui Nguema, son cousin éloigné, lui succède en tant que « président de la Transition ».
Le 6 septembre 2023, Brice Oligui Nguema annonce que, du fait de son état de santé, Ali Bongo est « libre de ses mouvements » et qu’il « peut se rendre, s'il le souhaite, à l'étranger afin d’y effectuer ses contrôles médicaux ». Il se montre disposé à conseiller les nouvelles autorités.
Le 7 mars 2024, Ali Bongo est démis de sa présidence du Parti démocratique gabonais (PDG).
En mai 2024, Ali Bongo et deux de ses fils, Jalil et Bilal, annoncent via leurs avocats, qu'ils entament une grève de la faim pour protester contre la « séquestration » et les « actes de torture » dont plusieurs membres de leur famille seraient victimes. Une plainte à ce sujet est déposée en France. Selon cette plainte, Ali Bongo, son épouse Sylvia et deux de leurs enfants sont de nationalité française,.
Le 19 septembre, dans une lettre aux Gabonais, il annonce son retrait de la vie politique. Bien qu'honni par la population, ce rejet est moindre que celui auquel est confronté son entourage, qui est accusé d'avoir profité de son incapacité à gouverner.
En février 2025, Ali Bongo annonce débuter une nouvelle grève de la faim pour protester contre la détention de sa femme Sylvia et de son fils Noureddin qui seraient en mauvaise santé. L'Union africaine demande la libération d'Ali, Sylvia et Noureddin Bongo en avril 2025. Brice Clotaire Oligui Nguema est investi président en mai 2025 et le président angolais João Lourenço vient à Libreville pour assister à la cérémonie. Lourenço rend visite à Ali Bongo dans sa résidence. L'assignation à résidence d'Ali Bongo, de sa femme et de son fils Noureddin est levée en mai 2025 et ils rejoignent Luanda, la capitale angolaise.

## Distinctions
- Grand-croix de l'ordre international des Palmes académiques du CAMES[94].

## Pour approfondir